# النقود الورقية للأدوبينغو المجري
كانت سندات وشهادات أدوبينغو بمثابة أموال في الأيام الأخيرة قبل إدخال الفورنت المجري.

## فواتير الضرائب
قُدِّمَ الأدوبينغو (tax-pengő) في 1 يناير 1946. وكان الهدف هو إنشاء قاعدة رقمية لحسابات الميزانية، مستقلة عن التغييرات اليومية. أُنشِئَ المؤشر يوميًا من قبل معهد البحوث الاقتصادية (الذي كان يُعرف آنذاك باسم: Magyar Gazdaságkutató Intézet (المعهد المجري للبحوث الاقتصادية)، والآن باسم: GKI Gazdaságkutató Zrt) استنادًا إلى أسعار التجزئة (الأوزان: الغذاء والمنتجات الزراعية الأخرى: 50٪، والمنتجات الصناعية (سعر السوق): 30٪، والمنتجات الصناعية (سعر ثابت): 20٪).  قُدِّمَ ما يسمى بـ adójegy (فاتورة الضرائب - سند أدوبينغو مع استحقاق لمدة شهرين) في مايو 1946. في البداية، اُستُخدِمَت فواتير الضرائب لدفع الضرائب وتسجيل الودائع المصرفية والائتمانات المصرفية. منذ 23 يونيو، اُستُخدِمَت أيضًا لدفع رسوم المرافق العامة، ومنذ 8 يوليو أصبحت مناقصة قانونية، لتحل محل البينغو، الذي فقد قيمته بالكامل تقريبًا بحلول هذا الوقت. عندما أصبحت فواتير الضرائب عملة قانونية، حلت تضخمات الأدوبينغو الأكثر خطورة محل تضخمات البينغو.  وفي نهاية المطاف،اُستُبدِلَ الأدوبينغو بالفورنت بنسبة 200 مليون أدوبينغو إلى فورنت واحد.
تشرح مجلة لوداس ماتي [الإنجليزية] الساخرة بشكل مناسب العلاقة بين البينغو والأدوبينغو: "كان البينغو بمثابة قطعة الورق التي ليس لها قيمة، وكان الأدوبينغو يستخدم لقياس قيمة البينغو".
صُمِّمَت مشاريع القوانين الضريبية من قبل إندري هورفاث.
| فواتير الضرائب                         | فواتير الضرائب | فواتير الضرائب         | فواتير الضرائب | فواتير الضرائب | فواتير الضرائب | فواتير الضرائب | فواتير الضرائب | فواتير الضرائب | فواتير الضرائب |
| صورة                                   | صورة           | قيمة                   | أبعاد          | وصف            | وصف            | تاريخ          | تاريخ          | تاريخ          | تاريخ          |
| الوجه الأمامي                          | الوجه الخلفي   | قيمة                   | أبعاد          | الوجه الأمامي  | الوجه الخلفي   | الطباعة        | مشكلة          | انسحاب         | انقضاء         |
| -------------------------------------- | -------------- | ---------------------- | -------------- | -------------- | -------------- | -------------- | -------------- | -------------- | -------------- |
|                                        |                | 10000 أدوبينغو         | 136 × 83 ملم   | قيمة           | بند التطبيق    | 28 مايو 1946   | 13 يونيو 1946  | 31 يوليو 1946  | 30 سبتمبر 1946 |
|                                        |                | 50,000 أدوبينغو        | 136 × 83 ملم   | قيمة           | بند التطبيق    | 25 مايو 1946   | 30 مايو 1946   | 31 يوليو 1946  | 30 سبتمبر 1946 |
|                                        |                | 100,000 أدوبينغو       | 136 × 83 ملم   | قيمة           | بند التطبيق    | 28 مايو 1946   | 13 يونيو 1946  | 31 يوليو 1946  | 30 سبتمبر 1946 |
|                                        |                | 500000 أدوبينغو        | 136 × 83 ملم   | قيمة           | بند التطبيق    | 25 مايو 1946   | 30 مايو 1946   | 31 يوليو 1946  | 30 سبتمبر 1946 |
|                                        |                | مليون أدوبينغو         | 136 × 83 ملم   | قيمة           | بند التطبيق    | 25 مايو 1946   | 30 مايو 1946   | 31 يوليو 1946  | 30 سبتمبر 1946 |
|                                        |                | 10,000,000 أدوبينغو    | 136 × 83 ملم   | قيمة           | بند التطبيق    | 25 مايو 1946   | 18 يوليو 1946  | 30 سبتمبر 1946 | 30 سبتمبر 1946 |
|                                        |                | 100,000,000 أدوبينغو   | 136 × 83 ملم   | قيمة           | بند التطبيق    | 25 مايو 1946   | 25 يوليو 1946  | 30 سبتمبر 1946 | 30 سبتمبر 1946 |
|                                        |                | 1,000,000,000 أدوبينغو | 136 × 83 ملم   | قيمة           | بند التطبيق    | 25 مايو 1946   | أبداً           | -              | -              |
| هذه الصور بمقياس 0.7 بيكسل كل ميليمتر. |                |                        |                |                |                |                |                |                |                |

## شهادات الادخار
أصدر بنك التوفير البريدي المجري شهادات ادخار أدوبينغو بدون فائدة ( nem kamatozó pénztárjegy ) في يونيو 1946، والتي كانت أيضًا بمثابة مناقصة قانونية.
| شهادة ادخار بدون فوائد | شهادة ادخار بدون فوائد | شهادة ادخار بدون فوائد | شهادة ادخار بدون فوائد | شهادة ادخار بدون فوائد | شهادة ادخار بدون فوائد | شهادة ادخار بدون فوائد |
| صورة                   | صورة                   | قيمة                   | أبعاد                  | وصف                    | وصف                    |                        |
| الوجه الأمامي          | الوجه الخلفي           | قيمة                   | أبعاد                  | الوجه الأمامي          | الوجه الخلفي           |                        |
| ---------------------- | ---------------------- | ---------------------- | ---------------------- | ---------------------- | ---------------------- | ---------------------- |
|                        |                        | 10000 أدوبينغو         | []                     | []                     | 100,000 أدوبينغو       |                        |